# تپه قرمز
تپه قرمز مربوط به دوران‌های تاریخی پس از اسلام است و در شهرستان بوئین‌زهرا، بخش آوج، روستای عباس‌آباد واقع شده و این اثر در تاریخ ۱۹ اسفند ۱۳۸۰ با شمارهٔ ثبت ۴۹۳۰ به‌عنوان یکی از آثار ملی ایران به ثبت رسیده است.